# Javier Jiménez Báez
Javier Jiménez Báez (Alajuela; 1 de agosto de 1952) es un exfutbolista costarricense.

## Trayectoria
Apodado el Zurdo (por serlo), jugó 12 años para el Alajuelense, haciendo su debut con el equipo mayor en 1972.
En 1978, estuvo 4 meses de préstamo en Guanacasteca y en 1982 en el extranjero con el Real España de la Liga Nacional de Honduras.
Regresó a Costa Rica para jugar en Segunda División con El Carmen de Alajuela, luego tuvo otra temporada con Alajuelense antes de retirarse con Municipal Curridabat en 1985.
Marcó 120 goles en la Primera División de Costa Rica, 73 de ellos para los manudos quien totalizó 293 partidos de liga.

## Selección nacional
Fue internacional con Costa Rica, donde jugó diecinueve encuentros y marcó cinco goles. Anotó un hattrick en un clasificatorio para los Juegos Olímpicos contra Surinam en marzo de 1980.
También actuó en los Juegos Panamericanos de 1975. Su último partido internacional fue en la clasificación para la Copa Mundial de 1982 en octubre de 1980 contra Honduras.

### Participaciones en clasificatorias
| Clasif.              | Sede   | Resultado | Part. | Goles |
| -------------------- | ------ | --------- | ----- | ----- |
| Clasif. Mundial 1974 | Varias | Eliminado | 2     | 0     |
| Clasif. Mundial 1978 | Varias | Eliminado | 6     | 3     |
| Clasif. Mundial 1982 | Varias | Eliminado | 1     | 0     |

## Clubes
| Club                  | País       | Año       |
| --------------------- | ---------- | --------- |
| Alajuelense           | Costa Rica | 1972-1981 |
| Guanacasteca (cesión) | Costa Rica | 1978      |
| Real España           | Honduras   | 1982      |
| Carmelita             | Costa Rica | 1982-1983 |
| Alajuelense           | Costa Rica | 1983-1984 |
| Municipal Curridabat  | Costa Rica | 1984-1985 |

## Palmarés

### Títulos nacionales
| Título           | Equipo      | País       | Año  |
| ---------------- | ----------- | ---------- | ---- |
| Primera División | Alajuelense | Costa Rica | 1983 |

### Títulos internacionales
| Título                  | Equipo     | País   | Año  |
| ----------------------- | ---------- | ------ | ---- |
| Preolímpico de Concacaf | Costa Rica | Varias | 1980 |